# Gmina związkowa Dahner Felsenland
Gmina związkowa Dahner Felsenland (niem. Verbandsgemeinde Dahner Felsenland) – gmina związkowa w Niemczech, w kraju związkowym Nadrenia-Palatynat, w powiecie Südwestpfalz. Siedziba gminy związkowej znajduje się w mieście Dahn.

## Podział administracyjny
Gmina związkowa zrzesza 15 gmin, w tym jedną gminę miejską (Stadt) oraz 14 gmin wiejskich:
1. Bobenthal
2. Bruchweiler-Bärenbach
3. Bundenthal
4. Busenberg
5. Dahn
6. Erfweiler
7. Erlenbach bei Dahn
8. Fischbach bei Dahn
9. Hirschthal
10. Ludwigswinkel
11. Niederschlettenbach
12. Nothweiler
13. Rumbach
14. Schindhard
15. Schönau (Pfalz)